# Selenaria verconis
Selenaria verconis is een mosdiertjessoort uit de familie van de Selenariidae. De wetenschappelijke naam van de soort is voor het eerst geldig gepubliceerd in 1994 door Parker & Cook.